# Leonidas Ponce y Cier
Leonidas Ponce y Cier fue un abogado y político peruano.
Nació en Huancayo y estudió en la facultad de jurisprudencia de la Universidad de San Marcos de la que se graduó de abogado y, en 1909, obtuvo el grado de doctor. Entre 1899 y 1900 fue director del Colegio Nacional Santa Isabel de Huancayo.
Fue elegido diputado por la provincia de Huancayo en 1913. Paralelamente, entre 1915 y 1916 fue designado como alcalde de Huancayo